# Encryphia paraptila
Encryphia paraptila là một loài bướm đêm trong họ Geometridae.